# Vellmar
Vellmar est une ville allemande située dans le land de la Hesse et l'arrondissement de Cassel.

## Jumelages
La ville de Vellmar est jumelée avec :
- Zell am See (Autriche) depuis le 9 septembre 1978
- Bewdley (Royaume-Uni) depuis le 11 avril 1989
- Szigetszentmárton (Hongrie) depuis le 17 octobre 1993

## Source, notes et références
- (de) Cet article est partiellement ou en totalité issu de l’article de Wikipédia en allemand intitulé « Vellmar » (voir la liste des auteurs).

1. ↑  « Unsere Partnerstädte » Site web de la ville de Vellmar, consulté le 26 mars 2017.